# Blockhaus DY10
Le Blockhaus DY10 se situe à Nantes, dans le département français de la Loire-Atlantique.

## Présentation

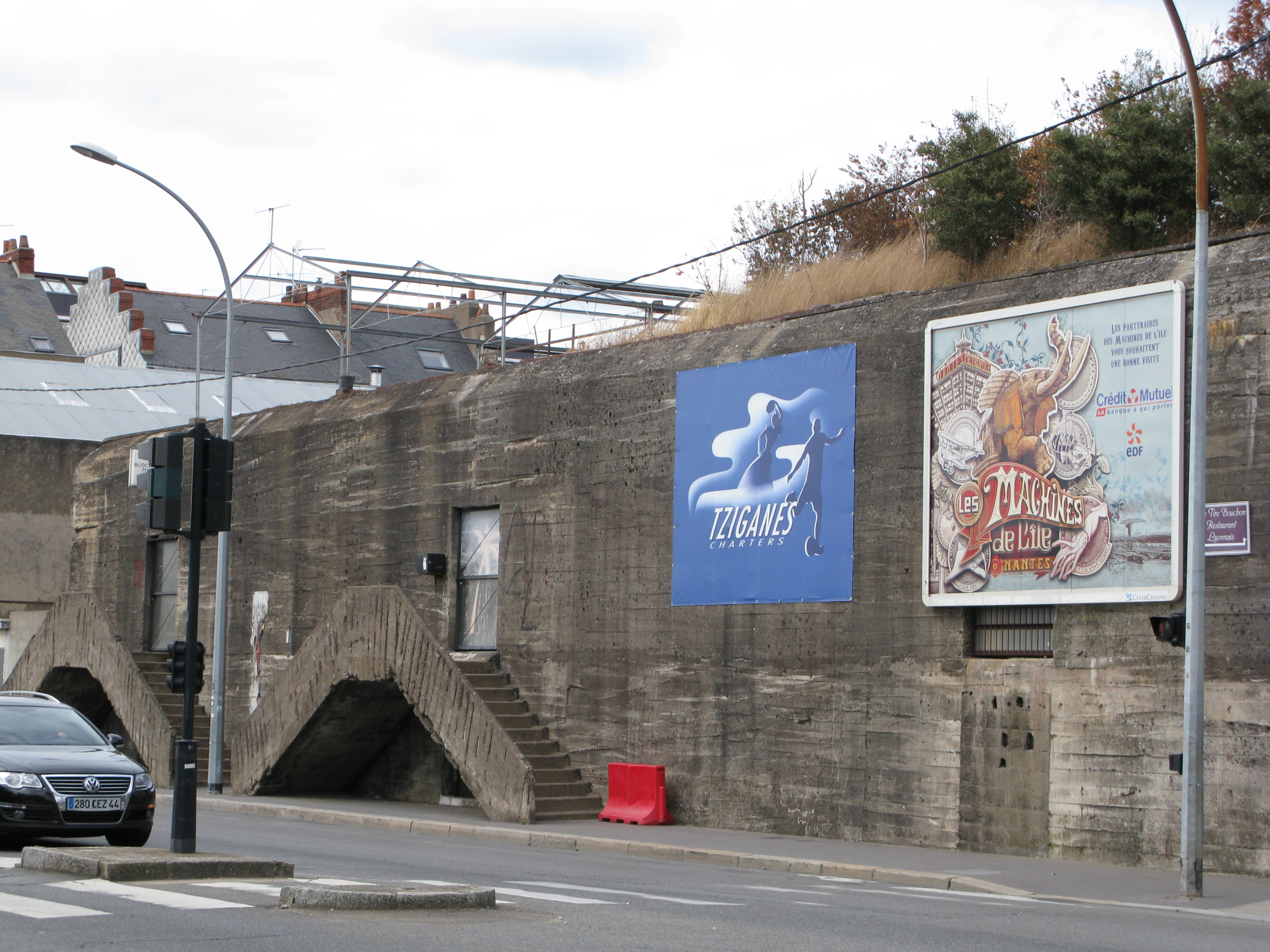
Blockhaus DY10 vu de coté en 2010 avec, entre autres, l'affiche des Machines de l'Île de Nantes.

Situé sur l'île de Nantes, au no 5 boulevard Léon-Bureau entre l'allée Assia-Djebar et la rue La Noue-Bras-de-Fer, il fait face à la halle des Machines de l'Île.

## Historique
Le nom de « DY10 » sont les références cadastrales du terrain sur lequel il a été construit, et qui appartenait en partie au diocèse de Nantes (l'autre partie dépendait d'une propriété privée),.
Ce bunker est un vestige de la Seconde Guerre mondiale dont la construction a été mise en chantier après les premiers bombardements de 1941 sur la ville ou ceux des 16 et 23 septembre 1943, qui marquent une intensification et une généralisation des destructions sur la ville. L'ouvrage, composée de deux parties jumelles divisées en plusieurs pièces, sert à abriter les troupes allemandes et les ouvriers travaillant sur les Chantiers Dubigeon tout proches,.
Dans les années 1950 et 1960, les marches d'accès au blockhaus deviennent un lieu de rassemblement du mouvement ouvrier,.
En 1996, il fut occupé, en toute illégalité, par un collectif d'élèves de l'école d'architecture, qui le firent connaître pour son implication dans la vie culturelle alternative nantaise.
Le groupe de punk-hardcore Die Hölle y a enregistré son premier album le 11 septembre 2005[réf. nécessaire].
Des concerts y sont régulièrement organisés,.